# Franziska Glaser

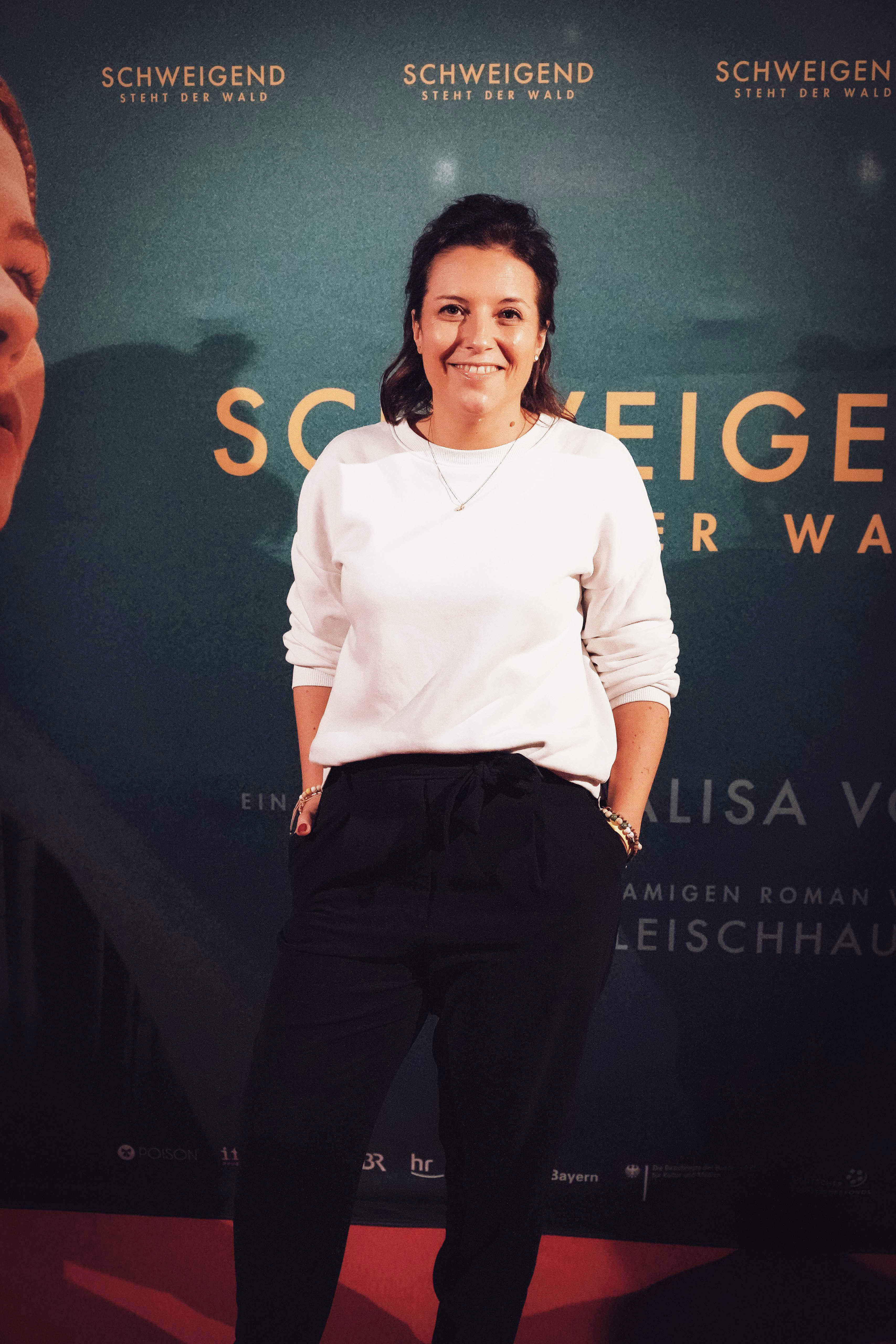
Franzi Glaser bei der Premiere von „Schweigend steht der Wald“ (2022)

Franzi Glaser (bürgerlich Franziska Glaser) (* 18. September 1985 in Weiden i.d.OPf.) ist eine deutsche Entertainerin und Moderatorin.

## Werdegang
Franzi Glaser stammt aus der Oberpfalz. Sie ist ausgebildete Hotelmeisterin und war jahrelang in verschiedenen Luxushotels in Deutschland und Österreich tätig.
Ihre ersten Stand-Up-Comedy-Erfahrungen sammelte sie u. a. 2017 im Vorprogramm der bayerischen Comedy-Band Barbari Bavarii und auf vielen Open Stages in Süddeutschland. Sie fing auch an, eigene Mixed Shows zu veranstalten.
2020 machte sie sich selbständig und begann ihre professionelle Bühnenkarriere. Sie moderierte u. a. das Internationale Trickfilmfestival Stuttgart (ITFS), das Inno Festival BW oder den UEFA Hackathon 2024 des VfB Stuttgart.
2021 wurde Franzi Glaser erstmals einem größeren TV-Publikum bekannt, als sie in der Serie “Mein Bayern, Dein Bayern” des BR Fernsehens ihre Heimat Oberpfalz vorstellte.
Während der Corona-Pandemie entstand ihre eigene TV- und Online-Sendung „Adventsfranz“, bei der sie als Produzentin und Moderatorin fungiert. In der Show lädt Franzi Glaser zur Vorweihnachtszeit Oberpfälzer Persönlichkeiten zum Talk in die Küche ihrer Mama ein und stellt Künstler und Künstlerinnen aus der Region vor. Zu Gast waren bereits u. a. die Kabarettistin Eva Karl-Faltermeier, die Schauspielerinnen Anita Eichhorn, Christina Baumer und Kathrin Anna Stahl, der Musiker Josef Menzl oder die Moderatoren Thorsten Otto und Jürgen Kirner. Die vierteilige Sendung erscheint jährlich auf Youtube und Oberpfalz TV und feierte zur vierten Staffel am 30. November 2023 ihre Kino-Premiere.
Im Kinofilm “Schweigend steht der Wald” (Regie: Saralisa Volm, u. a. mit Henriette Confurius, Christina Baumer, Robert Stadlober) spielte Franzi Glaser 2022 eine Radiosprecherin und war als Polizistin zu sehen. Im selben Jahr hatte sie als Komparsin einen Gastauftritt in der BR-Serie “Dahoam is dahoam”.
Für Bayern 2 produzierte Glaser 2023 eine Reihe von kurzen Mundart-Sketchen, die sie gemeinsam mit Kabarettistin Claudia Pichler drehte. Seit 2024 ist sie außerdem Gastgeberin ihres eigenen Podcasts "Radio Franz".
Im Jahr 2025 war sie Mitglied der Experten-Jury, die erstmals das Oberpfälzer Wort des Jahres kürte: "miechad" (= etwas, das man gern hat).

## Sonstiges
Aufgrund ihrer vielfältigen Bühnentätigkeiten wird Franzi Glaser häufig auch als Kulturkreative oder „Rampensau“ betitelt, was sogar auf ihrer Visitenkarte steht. Sie ist nebenbei als Keynote-Rednerin und Mentorin aktiv und hält Seminare für weibliche Führungskräfte. Mit ihrer Singalong-Band Gwasch steht sie auch als Musikerin auf der Bühne.